# Picot verd emmascarat
El picot verd emmascarat (Picus erythropygius) és una espècie d'ocell de la família dels pícids (Picidae) que habita boscos de les terres baixes a Myanmar, sud-oest, nord-oest i nord-est de Tailàndia, centre i sud de Laos, Cambodja i sud del Vietnam.